# Egbert Eewijck
Egbert Eewijck, pseudoniem van Willem (Pim) Verweij (Amsterdam,  28 januari 1903 – Nijmegen, 1 januari 1955) meestal geschreven als Verwey, was een Nederlands schrijver van romans, sprookjesverhalen, gedichten en toneelstukken. Daarnaast was hij ingenieur en fabrieksdirecteur.

## Werk en waardering
Verwey schreef onder het pseudoniem Egbert Eewijck vijf romans en drie bundels met sprookjes en fabels. In de jaren dertig schreef hij drie sociaal-realistische romans die over het algemeen positief werden ontvangen. Het hoofdthema van zijn romans is de strijd om te overleven. Maar zijn openhartig realisme kreeg gemengde kritieken. Het Algemeen Handelsblad noemde hem "Een van de knapste romanciers van zijn generatie".
Verwey debuteerde onder de naam Egbert Eewijck in 1935 met de zeer omvangrijke vijfhonderd pagina's tellende roman Kunstzij, die matig werd ontvangen. Zijn tweede roman Momenteel zonder (1937) kreeg een wat positievere ontvangst. Het Vaderland noemde het een realistische roman waarin ons niets gespaard wordt. Opwaartsche Wegen schreef dat de roman veel te anekdotisch was, maar de emoties van de hoofdpersonen waren treffend. Deli Courant schreef: "Rondom het sociale probleem van de werkloosheid weeft  Eewijck, zonder sociaal te theoretiseren, zijn boeiend en prachtig verhaal, met grote vaart en zeer sterke beeldende kracht geschreven." Cees Kelk schreef: "Momenteel zonder is waardevol als tijdsdocument, maar Ewijck heeft te weinig begrip van compositie". Volgens het Zaans Volksblad was Momenteel zonder een der beste werklozenromans en behoorden Kunstzij en De klimmers tot  de beste milieuschilderingen, die de kracht der Nederlandse literatuur vormen, hoewel bij De klimmers sprake zou zijn van een te ver doorgevoerd realisme. Het Rotterdams Nieuwsblad schreef over De klimmers: "De schrijver neemt geen blad voor de mond en schuwt grofheden niet, maar zijn realisme blijft steeds verantwoord.". De Arnhemsche Courant noemde De klimmers een rauw boek: "Het onbeschroomd met woorden naderen tot de meest intieme mensen-relaties, wat eigenlijk beter ongezegd had kunnen blijven."
In 1940 schreef hij het verhaal De getuige, een van de drie verhalen in het Boekenweekgeschenk Drie novellen van 1940. De andere twee verhalen werden geschreven door Jan Campert en M. Vasalis.
Eewijcks twee naoorlogse romans kregen over het algemeen positieve recensies. Het Utrechts Nieuwsblad schreef over De vlegel (1947): "De romans van Eewijck muntten voor de oorlog uit door het warmmenselijke in het leven der arbeidersjongens. Opnieuw beschrijft hij hier het leven van een jongen met dat sterke gevoel van de menselijke persoonlijkheid, die zich tracht te handhaven in een meedogenloze tijd."
Zijn laatste roman Op drift verscheen in 1951. Het Algemeen Dagblad schreef: "Een goed psychologisch verantwoord en prettig leesbaar boek".
Volgens De Maasbode kon Eewijck onderhoudend en gevoelig vertellen, maar zijn compositie vertoonde teveel feilen.

## Levensloop
Verwey werd geboren in Amsterdam, woonde kort in Zandvoort en groeide verder op in Santpoort. Hij was een jongere broer van schilder Kees Verwey en een neef van de dichter en letterkundige Albert Verwey en van Hendrik Petrus Berlage, die beiden ooms van hem waren. Hij was zelf een oom van Jacqueline de Savornin Lohman. Verwey studeerde in februari 1926 af als werktuigkundig ingenieur aan de Technische Hoogeschool van Delft en verhuisde daarna naar Renkum. Daar was hij vanaf juni 1926 ingenieur bij de papierfabrieken van de NV Van Gelder Zonen. In 1937 hield Verwey een presentatie over de 75 atmosfeer-stoomcentrale voor de papierfabrieken in Renkum die als eerste in Nederland over de grens van 40 atmosfeer ging. Hij huwde op 3 oktober 1940 met Caroline (Lien) Haverkorn van Rijsewijk (1904-1962). Het huwelijk bleef kinderloos, wel had het echtpaar drie pleegkinderen.
In de oorlogsjaren woonde hij met zijn vrouw in huis De Weykorn (vernoemd naar hun beider achternamen) aan de Utrechtseweg 129 in Renkum. Zij hadden een jonge Joodse onderduiker in huis die tot aan de bevrijding bij hen bleef. In 1943 was hij directeur van fabriek 2 in Renkum. Gedurende het laatste jaar van de Tweede Wereldoorlog raakten de papierfabrieken in Renkum beschadigd tijdens Operatie Market Garden en waren daarna, ook door tekorten, niet meer operationeel. Na de oorlog werd een fabriek beperkt weer opgestart. In 1946 lag de andere fabriek nog stil en Van Gelder Zonen besloot tot een reorganisatie. In augustus 1946 kwam Verwey in dienst van de Honigfabriek (Hollandia) in Nijmegen waar hij woonde aan de Kwakkenbergweg 321. In Nijmegen gaf hij onder meer leiding aan een sociaal project waarbij werkelozen werkervaring en -training op konden doen in de fabriek waarbij werknemers vrijaf kregen. Hij was adjunct-directeur en werd per 1 januari 1952 directeur. Precies drie jaar later, op 1 januari 1955, overleed Verwey plotseling op 51-jarige leeftijd.

### Romans
- 1935 - Kunstzij
- 1937 - Momenteel zonder
- 1938 - De klimmers
- 1947 - De vlegel
- 1951 - Op drift

### Sprookjesverhalen
- 1942 - De heksenvader (met illustraties van Nico Bulder)
- 1947 - De gelukkige gast (met illustraties van Rie Cramer)
- 1956 - De gelukkige gast, 2e druk, (met illustraties van Ton van Riel)
- 1960 - De gouden stem (met illustraties van Jan van Wessum)

### Toneelspelen
- 1953 - Geweld en geweten (vier toneelstukken)